# Caprella penantis
Caprella penantis är en kräftdjursart som beskrevs av Leach 1814. Caprella penantis ingår i släktet Caprella och familjen Caprellidae. Inga underarter finns listade i Catalogue of Life.